# 吉田羊
吉田 羊（よしだ よう、2月3日 - ）は、日本の女優。本名および旧芸名、吉田 羊右子（よしだ ようこ）。愛称は、ひつじ。
福岡県久留米市出身。

## 経歴

### 映像デビューに至るまで
福岡県久留米市で牧師の家庭に生まれ、兄2人・姉2人の5人兄弟の末っ子として育った。子供の頃からお芝居のマネをしたり人前で歌を歌ったりするのが好きで、松田聖子や中森明菜のモノマネをしたり、トイレの中で一人芝居をしたり、誰かを演じるおままごとが好きで中学1年生までやめられなかった。久留米信愛女学院高校へ進学、3年生の時に体育祭で応援団長を務めて注目や歓声を浴び、後輩に慕われファンクラブのようなものもできるなど、後に女優を志すきっかけの一つとなった。高校卒業後に久留米を離れ、高速バスにて上京。金沢市内の大学に通う姉を頼って金沢で生活し、喫茶店でアルバイトをしていた時期もあった。
後に大学に進学し、周囲の同世代が就職活動を開始した大学3年時、自分は性格的に会社勤めには向かないと感じていたことから、幼いころより興味があった女優に挑戦してみたいと決意。思い立ったらすぐに実現したいと、養成所に入ったりレッスンを受けたりするのではなく、情報誌『ぴあ』に掲載された3ヶ月後の舞台作品へ出演する女優を募集する劇団の三行広告に応募して、小劇場の舞台で女優としてデビューした。初舞台が楽しかったことから、以降も同劇団をはじめさまざまな劇団の舞台作品へ客演して定期的に小劇場の舞台に立ち続け、大学卒業後はフリーの女優として活動。2001年には比佐廉（脚本・演出）・石津陽子（制作）とともに女性3人で演劇プロデュース集団「東京スウィカ」を旗揚げして2007年に卒業するまで主演女優を務めるなど、1997年のデビューからおよそ10年にわたって小劇場を中心に活動した。デビュー当初は本名の吉田 羊右子（よしだ ようこ）で舞台に立っていたが、後に先輩の勧めにより「すべての文字がシンメトリーで左右対称なので運気が上がる」との理由から本名より「右子」をとって吉田 羊（よしだ よう）を芸名とした。この頃、父親と日清オイルのCMに出演している。
30代になり、出演舞台を見にきた、後のマネージャーとなる人物に「映像をやりませんか」とスカウトされ、2007年4月より初めて事務所に所属。大手事務所を辞めたマネージャーが立ち上げた個人事務所の株式会社ORANKU（おらんく）にて、事務所所属のただ一人のタレントとして同年齢の女性マネージャーと二人三脚で映像作品を中心とした活動へ進出した。実年齢にとらわれることなく上から下まで幅広い年齢の役柄が演じられるように、年齢は非公表とした。劇団員時代には引越業者、葬儀屋、パーティーコンパニオンなどさまざまなアルバイトを経験したが、女優業に専念するためにアルバイトは一切禁じられ生活費は事務所より借金して全て女優業で稼いで返済することを課せられたため、後に2014年のテレビドラマ『HERO』出演の直前に完済するまで事務所に借金があったという。
本格的な映像デビューのきっかけは2007年4月に川島なお美・下條アトムと共演した三人芝居『とんでもない女』。この舞台を見に来た監督の藤尾隆に見初められ、同年10月に始まった昼ドラ『愛の迷宮』（東海テレビ）に準レギュラー出演してドラマデビューを飾った。

### 転機
その後転機となったのは翌2008年に出演したNHK連続テレビ小説『瞳』。看護師役を演じて、患者役の西田敏行とのアドリブを交えた軽妙な掛け合いが当時ドラマ『風のガーデン』の撮影期間中にたまたまテレビを見ていた俳優・中井貴一の目に留まった。中井自ら「この女優は誰?」と朝ドラのチーフプロデューサーへ電話で問い合わせると、間もなく『風のガーデン』のプロデューサーから事務所に連絡があり、既にキャスティングが完了していたにもかかわらず端役ながら新たな役を作って同作品に起用されることになった。
さらに中井は自ら出演する三谷幸喜作・演出の二人芝居『グッドナイト スリイプタイト』へ吉田を招待し、三谷へと引きあわせた。2009年3月、三谷率いる劇団「東京サンシャインボーイズ」の15年ぶりの復活公演『returns』のキャストに抜擢され、サンシャインボーイズの充電前最後の公演『サンシャインボーイズの「罠」』に出演した役者が全て揃うことを条件に立ち上がった同企画においてただ一人の外部ゲストとして注目の的となり、演劇やドラマの関係者へ広く知られる存在となった。その後も三谷が連載する朝日新聞のエッセイにも何度か名前が挙がり、三谷の生誕50周年を記念して2011年に制作された舞台『国民の映画』にも権力に愛され勘違いしてしまう悲しき新進女優エルザ・フェーゼンマイヤー役で出演、3年後の再演にも国民社会主義ドイツ労働者党の宣伝大臣ヨゼフ・ゲッベルスの妻マグダ・ゲッベルス役で出演している。

### ブレークから現在

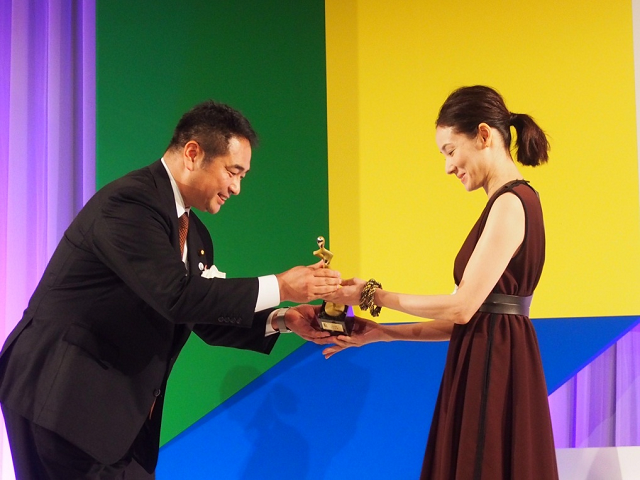
2015年、東京ドラマアウォード授賞式にて助演女優賞を受賞。右が吉田。

2009年には『20世紀少年 <第2章> 最後の希望』で映画デビュー、2011年から2012年にかけてNHK大河ドラマ『江〜姫たちの戦国〜』『平清盛』に2年連続で出演するなど出演作品を着実に増やし、2012年10月からはNHK連続テレビ小説『純と愛』にレギュラー出演してホテルウーマンでヒロイン・夏菜のクールな女上司、桐野富士子役を演じて話題になった。2013年4月に放送された同ドラマのスピンオフ作品『富士子のかれいな一日』では主演も務めた。さらに2014年7月期のフジテレビ系月9ドラマ『HERO』で城西支部唯一の女性検事・馬場礼子役に抜擢、11年ぶりに髪を切りボブカットにして臨み一躍注目を集めると、話題作への出演により知名度も一気に高まった。同作での演技により東京ドラマアウォード2015において初の女優賞となる助演女優賞の受賞も果たし、2015年10月の授賞式では「圧倒的に吉田羊の認知度をあげてくれた。一生の宝物」「今後、吉田羊といえば『HERO』の馬場礼子だよねって言ってもらえる。私の代名詞」と語っている。
その後2014年10月にフジテレビ系『オモクリ監督 〜O-Creator's TV show〜』でバラエティ番組への初のレギュラー出演を果たし、同年12月発売の2015年1月号より雑誌『おとなの週末』（講談社）に連載コラム「ヒツジメシ」を執筆開始。さらに未年となる2015年に入ると4クール連続で連続ドラマ4作品にレギュラー出演を果たす一方で、映画4作品へ出演して初の映画賞となる第40回報知映画賞助演女優賞並びにブルーリボン賞助演女優賞を受賞、『映画 ビリギャル』では第39回日本アカデミー賞優秀助演女優賞も受賞した。また、第40回エランドール賞新人賞を歴代最年長で受賞した。一方、鈴木梨央と親子役で出演し注目を集めた大塚製薬「ポカリスエット」を皮切りに1年間で新たに9社のCMに起用され、ニホンモニター社による「タレントCM起用社数ランキング」へ初登場で5位にランクイン。同年9月公開の劇場版アニメ『心が叫びたがってるんだ。』で声優に初挑戦、同年12月にはTBS系にて放送の『第48回日本有線大賞』において初の生放送のMCに抜擢されるなど多方面で活躍し、「2015年度納豆クイーン」、「第32回 ベストジーニスト2015」、「第44回 ベストドレッサー賞」及び「ウールマーク賞2015」、VOGUE JAPAN「Women of the Year 2015」の各賞に選出されるなど、2015年に最もブレークした女優としてまさに「羊年」の1年となった。
2016年に入るとNHK大河ドラマ『真田丸』に大泉洋演じる真田信幸の正室・小松姫役で出演。黒木瞳初監督作品となる映画『嫌な女』にて映画初主演を務めた。10月には米国・CBSの刑事ドラマ『コールドケース 迷宮事件簿』の日本版、WOWOW連続ドラマW『コールドケース 〜真実の扉〜』で連続ドラマ初主演、またフジテレビ系『メディカルチーム レディ・ダ・ヴィンチの診断』で地上波連続ドラマ初主演を果たした。12月には『国民の映画』以来となる三谷幸喜作・演出作品『エノケソ一代記』の舞台に立ち、同作での演技により第24回読売演劇大賞優秀女優賞を受賞している。また、13社のCMに起用され、2016年の「タレントCM起用社数ランキング」で女性部門の首位となって初のCM女王に輝き、男女合わせても単独トップの座に輝いた。
2018年公開の鈴木おさむ初監督作品『ラブ×ドック』では、映画単独初主演を務めた。同年秋に放送されたTBS系ドラマ『中学聖日記』では、主人公の婚約者の職場の上司であり、主人公を見守るバイセクシャルの女性・原口律役を演じ、同作での演技により第99回ザテレビジョンドラマアカデミー賞助演女優賞を受賞した。また、2018年末をもって約12年間所属した事務所ORANKU（おらんく）との契約を終了した。
2020年5月に新型コロナウイルスの感染が拡大し、主演ドラマの撮影自粛が続いた際には、「お芝居で日本を元気にしたい」「心の栄養を届けたい」との想いより企画を発案し、賛同したプロデューサーの岡野真紀子、脚本家の岡田惠和、松永大司監督、大泉洋とタッグを組み、WOWOWオリジナルドラマ『2020年 五月の恋』の主演を務めた。同ドラマは全てリモートで制作されたが、企画から20日後にオンエアという異例のスピードでの実現であった。また、Youtubeで無料配信されると大きな反響を呼び、同ドラマは東京ドラマアウォード2020の単発ドラマ部門優秀賞を受賞した。
2021年秋には、自身初のシェイクスピア劇である舞台『ジュリアス・シーザー』（森新太郎演出）に主演のブルータス役（男性役）で出演し、同作での演技により第56回紀伊国屋演劇賞個人賞を受賞した。
2022年にデビュー25周年を迎え、9月には自身初となる音楽コンサート『吉田羊Night Spectacles The Parallel～ウタウヒツジ～25th Anniversary Special』をBillboard Live TOKYOにて行った。洋楽や荒井由実、椎名林檎、坂本冬美など様々な楽曲を歌唱したほか、ゲストの大泉洋とはデュエットを披露した。開催に合わせて9月初めには、『2020年 五月の恋』にインスピレーションを受け自ら作詞を手がけた初のオリジナル楽曲『colorful』の配信が開始され、コンサートで初披露した。同年12月には、講談社より自身初の著書となるエッセイ本『ヒツジメシ』（2015年1月号より雑誌『おとなの週末』連載）を出版した。
2023年7月には宝島社より、趣味であるアンティーク着物をモチーフにした自身初のフォトエッセイ本『ヒツジヒツジ』を出版した。同年秋には、「着物をたっぷり楽しめるイベント」をコンセプトに、自身初の着物イベント『マトウヒツジ』を開催した。
2025年には、三谷幸喜主宰の劇団「東京サンシャインボーイズ」による30年ぶりの復活公演『蒙古が襲来』が上演され、吉田は劇団の「研究生」として参加した。

## 人物・エピソード

### 趣味・特技・嗜好
- 趣味はアンティーク、着物、スキューバダイビング、英語[2]。
- 特技はピアノ、博多弁、動物の鳴き真似[2][1]。
- 漢字検定2級の資格を持ち[73][74]、2016年10月31日放送の『ネプリーグ』（フジテレビ）では、林修による漢字問題で「屯する」などを迷わず書き、ひとりで全問正解クリアを達成している[75]。
- 2019年2月には、「お芝居の可能性を狭めているな」「キャラクターの説得力をひとつ失っているな」との思いより自動車の運転免許を取得[76]。教習所での「応急救護教習」では、周りに吉田だと気が付かれ“本気で芝居するだろう”と期待される中、全てセリフを入れ、誰よりも流暢に、本気でやったという[77]。
- 好きな俳優は光石研や西島秀俊、田中裕子[78]。ケイト・ブランシェットが大好きで、ケイト主演の映画『ブルージャスミン』や『キャロル』がお気に入りだとも語る[79]。
- 好きな歌手は椎名林檎やMr.Children、ONE OK ROCK[78]。また、同じ久留米市出身である藤井フミヤは吉田が小学生の頃（チェッカーズ時代）から好きだったといい、2018年5月9日放送の『今夜くらべてみました』（日本テレビ）に吉田がゲスト出演した際は、フミヤがサプライズ出演し、吉田のために「TRUE LOVE」を披露した[80]。フミヤも「同じ（福岡県）久留米出身なので、お会いしたかった」という[81]。
- 1人カラオケによく行き、3時間熱唱することも珍しくない[82]。カラオケの十八番は椎名林檎の「罪と罰」と中島みゆき[78]、辛い時、落ち込んだ時には中山美穂の「幸せになるために」を泣きながら歌う[83]。また、国歌「君が代」を歌い100点を出したこともある[84]。
- 納豆が大好きである。幼い頃からおやつ代わりに納豆を食べていて、母からは「納豆娘」と呼ばれていた。スタジオやロケの撮影現場にも納豆を持参し、1日1回必ず食べる[85]。2015年7月には、納豆に深い愛情を注ぎ納豆の普及に貢献したことで全国納豆協同組合連合会より「2015年度納豆クイーン」に選出されている[42]。
- メガネ好きを公言しており[86][87]、約30～40本所持している。普段はだてメガネをかけており、「絶対にかけて出かけるので、かけていないと裸で歩いているようで恥ずかしい」くらいだという。2020年には、今メガネの最も似合う各界の著名人として「第33回日本メガネベストドレッサー賞 芸能界部門」に選出されている[88]。
- 好きな作家は湊かなえや桐野夏生、東野圭吾[89][90]。
- 好きな小説は三浦綾子の『ひつじが丘』や灰谷健次郎の『兎の眼』、梨木香歩の『西の魔女が死んだ』[91][92]。
- 好きな色は黒と白、薄いすみれ色[93][94]。
- 好きな花は芍薬、牡丹、菊、ダリアなど、花びらの多い花[95]。

### エピソード
- ブログやSNSを通じて応援する熱心なファンを「ヒツジスト」と称する[96][97]。
- 昔のあだ名は、横顔が新幹線に似ているという理由で「ひかり」。のぞみが出てからは「のぞみ」になった[98][99]。
- ロングだった髪をドラマ『HERO』出演を機にボブにしたが、毛先にボリューム感があり「飾らないのに女性らしい」憧れのヘアスタイルとして、「ひつじボブ」と称されている[100]。
- 年賀状は本人が干支のコスプレをしたものを毎年作成している[注 6][101]。
- よく似ていると言われる芸能人として原田知世、若い頃の酒井和歌子、中村江里子を挙げている[102]。原田とは、JR九州のCMで共演した経験がある[103]。
- 20代の頃、森高千里に似ているという理由でアルバイトの面接に受かったことがある[104]。
- 中山美穂や鈴木京香のCMのスタンドインをしていたことがある[105]。
- 小・中学生の頃はコーラス部に所属しており、高校では帰宅部だった[106]。

### 家族
- 牧師の家庭に生まれた[4]。7人家族で、父が讃美歌を歌い始めると、全員がそれぞれのパートを歌ってハモリ始めるような、常に音楽であふれる家だったという[107][108]。
- 姉2人、兄2人がおり、5人兄弟の末っ子[109]。一番上の姉とは8歳離れている[110]。
- 父は長崎県出身[111][112]。吉田自身が長崎に住んだことはないが、ルーツがありとても大好きな場所だと語る[113]。
- 母は幼稚園の先生だった[114]。声楽をやっており、ピアノの先生もしていた[107]。

### 交友関係
- NakamuraEmiとは、彼女がデビュー前に下北沢のライブハウスで歌っていた頃からの友人であり、「羊ちゃん」「エイミー」と呼び合う仲である[115][116]。
- 黒木華とは、NHK朝ドラ『純と愛』で共演し、後に黒木がベルリン国際映画祭で銀熊賞を受賞した際に、祝福のメールを送って以来親交があり、プライベートでもよく食事に行く仲である。「おはる」と呼んでいる[117][118]。
- 大泉洋とは共演回数が多く、「洋羊（ようよう）コンビ」と呼ばれファンにも親しまれている[119][120][121]。初共演はTBSドラマ『99年の愛〜JAPANESE AMERICANS〜』であり、その後もドラマや舞台で共演を重ねている[122]。互いに共演相手として指名したり[123]、吉田が初コンサートのゲストに呼んだり[124]と、良好な関係を築いている。
- 大学時代の後輩にどきどきキャンプの佐藤満春がいる[125]。

### 年齢について
- 「起用する側に好きに年齢を捉えて欲しい」「実年齢にとらわれず『見た目で使ってほしい』」「数字にとらわれず、いろいろな役をできるようになりたい」との理由から年齢非公表の方針をとっている[126][127][128]。
- 一方で、2016年には第27回日本ジュエリーベストドレッサー賞を40代部門で受賞して、「40代と明記しますということで、マネージャーが『断るしかないね』と言ったのを、『え、欲しい』とふたつ返事をしました」とコメントし、「年齢非公表を変えるつもりはない」ので「40代（？）部門」と曖昧に報道してほしいなどとコメントして会場の笑いを誘っている[129]。
- 2016年11月4日に『ぴったんこカン・カンスペシャル』のロケに出演した際、小学生時代にモンチッチのぬいぐるみを学校に持参していたことや、『リボンの騎士』『ニルスのふしぎな旅』『ふしぎな島のフローネ』などのアニメ番組を視聴していたことを明かし、ロケに同行していた安住紳一郎から「だいたい、私と（世代が）ドンぴしゃじゃないですか」と指摘され[130]、2018年5月2日に『梅沢富美男のズバッと聞きます!』のロケに出演した際には、かつてシブがき隊のコンサートへ行ったことを明かし、同世代だと勘ぐるロケ同行の大久保佳代子から「ほら！」と指摘されている[131]。
- また、2018年10月12日に『あさイチ』のプレミアムトークに出演した際には、年齢を明かすタイミングを逸し「引くに引けなくなってきた」と語っており[132]、2024年2月15日に『THE TIME,』のロケに出演した際には、ロケ同行の安住紳一郎と「ほぼほぼ同じ学年」だと明かした上で、「もう引っ込みがつかなくなった」と笑っている[133]。

## 受賞

### 映画・テレビドラマ・舞台
2015年
- 東京ドラマアウォード2015 助演女優賞（『HERO』）
- 第40回報知映画賞 助演女優賞（『映画 ビリギャル』『脳内ポイズンベリー』『愛を積むひと』『HERO』）
- 第39回日本アカデミー賞 優秀助演女優賞（『映画 ビリギャル』）
- 第58回ブルーリボン賞 助演女優賞（『映画 ビリギャル』『脳内ポイズンベリー』『愛を積むひと』）

2016年
- 第40回エランドール賞 新人賞（映画『映画 ビリギャル』『脳内ポイズンベリー』『HERO』、テレビドラマ『ウロボロス〜この愛こそ、正義。』『風の峠〜銀漢の賦〜』『ドS刑事』『3つの街の物語』『恋仲』『コウノドリ』）
- 第24回橋田賞 橋田新人賞（ドラマ『コウノドリ』（TBS）での演技をはじめとする本年度の活躍に対して）
- 第24回（2016年度）読売演劇大賞 優秀女優賞（『エノケソ一代記』）

2018年
- 第99回ザテレビジョンドラマアカデミー賞 助演女優賞（『中学聖日記』）

2021年
- 第56回紀伊國屋演劇賞 個人賞（『ジュリアス・シーザー』）

### その他
2015年
- 全国納豆協同組合連合会 2015年度納豆クイーン
- ベストジーニスト2015 協議会選出部門
- 第44回ベストドレッサー賞 スポーツ芸能部門 および ウールマーク賞2015
- VOGUE JAPAN Women of the Year 2015 
- BLOG of the year 2015 特別賞

2016年
- 第27回日本ジュエリーベストドレッサー賞 40代部門
- 日経ヘルス Presents ビューティーミューズ大賞2016 女優賞
- 2016タレントCM起用社数ランキング 女性部門1位 および 単独首位

2020年
- 第33回日本メガネベストドレッサー賞 芸能界部門

## 出演
主演作は太字で記載。

### テレビドラマ
吉田羊右子名義
- 恋愛詐欺師 第1話（1999年10月21日、テレビ朝日） - 取調べを受ける女性 役

吉田羊名義
- 愛の迷宮（2007年10月 - 12月、東海テレビ） - 沢木祐子 役
- 世直し公務員 ザ・公証人7（2008年4月28日、TBS） - 鈴木百合香 役
- 連続テレビ小説（NHK総合）
  - 瞳（2008年6月9日 - ） - 三浦看護師 役
  - ゲゲゲの女房（2010年5月29日・31日） - ロザンヌ化粧品の営業所長 役
  - 純と愛（2012年10月 - 2013年3月） - 桐野富士子 役
    - 純と愛スペシャル「富士子のかれいな一日」（2013年4月20日、NHK BSプレミアム） - 	主演・桐野富士子 役
- 7人の女弁護士 第2シリーズ 最終話（2008年6月19日、テレビ朝日） - ウエディングプランナー 役
- 刑事殺し2（2008年6月21日、テレビ朝日） - 浜田静江 役
- モンスターペアレント 第10話（2008年9月2日、フジテレビ）
- キャットストリート 第4話（2008年9月18日、NHK総合） - プロモーションビデオ監督 役
- 風のガーデン 第1話（2008年10月9日、フジテレビ） - 看護師 役
- ゴーストフレンズ 第3話（2009年4月16日、NHK総合） - 元レディース・温子 役
- スマイル（2009年5月、TBS） - 受付 役
- MR.BRAIN 第6話（2009年6月、TBS） - 坂本良子 役
- 新・警視庁捜査一課9係（テレビ朝日）
  - 新・警視庁捜査一課9係 season1 第2話（2009年7月） - 小山内民子 役
  - 新・警視庁捜査一課9係 season3 第6話（2011年8月10日） - 坂本奈津江 役
- 素晴らしい世界 スバセカ劇場「君影草」前編・後編（2009年8月3日・10日、北海道テレビ） - 竹村みゆき 役[149]
- 傍聴マニア09〜裁判長!ここは懲役4年でどうすか〜（2009年10月 - 12月、読売テレビ） - 星川梨沙子 役
- 外事警察 第1話（2009年11月14日、NHK） - 佐田由紀子（ガス事故で死亡した男性の妻） 役
- ギネ 産婦人科の女たち 第7話（2009年11月25日、日本テレビ） - 星名あゆみ 役
- おんな北斎～天才浮世絵師は、二人いた！（2010年2月7日、読売テレビ） - 葛飾応為 役
- コード・ブルー -ドクターヘリ緊急救命- 2nd season 第6 - 11話（2010年2月 - 3月、フジテレビ） - 野上直美 役
- 第33回創作テレビドラマ大賞 最優秀作品「まいど238号」（2010年3月20日、NHK総合） - 三柳孝子 役
- ケータイ発ドラマ 激・恋…運命のラブストーリー…（2010年4月 - 5月、NHK総合） - 校医 役
- Mother 第8 - 10話（2010年6月2日 - 16日、日本テレビ） - 香田刑事 役
- GOLD 第2話（2010年7月15日、フジテレビ） - 雑誌のインタビュアー 役
- もしも明日…家族の葬式をする事になったら（ドラマ「三日間戦争」）（2010年8月13日、NHK総合）
- 外科医 須磨久善（2010年9月5日、テレビ朝日） - 医師 役
- FACE MAKER 第2話（2010年10月14日、読売テレビ） - 内田優子 役
- 検事・鬼島平八郎 第1話（2010年10月22日、テレビ朝日・朝日放送） - 三沢朋美 役
- パーフェクト・リポート 第3話（2010年10月31日、フジテレビ） - 吉川理恵子 役
- TBS開局60周年記念ドラマ「99年の愛〜JAPANESE AMERICANS〜」（2010年11月3日-7日、TBS） - 野中絹枝 役
- 相棒 season 9 第9話（2010年12月15日、テレビ朝日） - 藤崎真由子 役
- 土曜時代劇「桂ちづる診察日録」 最終話（2010年12月25日、NHK総合） - 女囚 役
- 告発〜国選弁護人 第1・2話（2011年1月13日・20日・2月24日、テレビ朝日） - 中原洋子記者 役
- ヘブンズ・フラワー The Legend of ARCANA （2011年、TBS） - 草壁ひとみ 役
- 示談交渉人 ゴタ消し 第3話（2011年1月20日、読売テレビ） - 山崎美波 役
- 特集ドラマ「風をあつめて」（2011年2月11日、NHK総合） - 倉橋悦子 役
- 大河ドラマ（NHK総合）
  - 江〜姫たちの戦国〜 第6話 - 第34回（2011年2月20日 - 9月4日） - 清原いと→清原マリア 役
  - 平清盛 第7話 - 第10回（2012年2月19日 - 3月11日） - 春子（佐藤義清の妻） 役
  - 真田丸 第16回 - 第50回（2016年4月24日 - 2016年12月18日） - 稲（小松姫） 役
  - 光る君へ 第1回 - 第29回（2024年1月7日 - 7月28日） - 藤原詮子 役[150]
- 遠い日のゆくえ（2011年3月13日、WOWOW） - 沢村和枝 役
- 四つ葉神社ウラ稼業 失恋保険〜告らせ屋〜 第9話（2011年6月2日、読売テレビ） - 沢井樹 役
- 幸せになろうよ 第9話（2011年6月13日、フジテレビ） - 鴨川洋子 役
- 松本清張ドラマスペシャル「砂の器」（2011年9月10日・11日、テレビ朝日） - 成瀬リエ子 役
- 名探偵コナン 工藤新一への挑戦状 第12話（2011年9月22日、読売テレビ） - 境陽子 役
- 花嫁のれん（第2シリーズ）（2011年10月 - 12月、東海テレビ） - 瀬野有紀子 役
- ドラマスペシャル「アントキノイノチ〜プロローグ〜天国への引越し屋」（2011年11月5日、TBS）
- ここが噂のエル・パラシオ 第11話・最終話（2011年12月16日・23日、テレビ東京） - 麗香 役
- おくさまは18歳（2011年版） 最終話（2011年12月22日、フジテレビTWO） - 高木哲也の元カノ 役
- タクシードライバーの推理日誌30（2012年1月7日、テレビ朝日） - 山岡理恵 役
- 最後から二番目の恋 第2話 - 6話（2012年1月19日 - 2月16日、フジテレビ） - 畑中みどり 役
- 科捜研の女第11シリーズ 第12話（2012年2月9日、テレビ朝日系） - 鳥谷 亜沙子 役
- 13歳のハローワーク 第6話（2012年2月17日、テレビ朝日） - 2012年の田村真帆 役
- 最高の人生の終り方〜エンディングプランナー〜 最終話（2012年3月15日、TBS） - 木野原絵津子 役
- 再捜査刑事・片岡悠介（テレビ朝日） - 一二三祐希 役
  - 再捜査刑事・片岡悠介3（2012年3月24日）
  - 再捜査刑事・片岡悠介4（2012年9月29日）
  - 再捜査刑事・片岡悠介5（2013年7月6日）
  - 再捜査刑事・片岡悠介7（2015年1月31日）
  - 再捜査刑事・片岡悠介8（2015年8月8日）
  - 再捜査刑事・片岡悠介9（2016年4月30日）
  - 再捜査刑事・片岡悠介10（2017年7月2日）
  - 再捜査刑事・片岡悠介11（2018年5月27日）
- 推定有罪 第1話・第3話（2012年3月25日・4月8日、WOWOW） - 篠塚聡美 役
- Answer〜警視庁検証捜査官 第2話（2012年4月25日、テレビ朝日） - 宮澤由紀 役
- 嘘の証明 犯罪心理分析官・梶原圭子（2012年5月9日、テレビ東京） - 常盤由紀子 役
- 市長はムコ殿 第3話（2012年5月21日、BS朝日） - 木村千恵 役
- 松本清張没後20年特別企画 ドラマスペシャル「波の塔」（2012年6月23日、テレビ朝日） - アケミ 役
- GTO（2012年リメイク版） 第3話（2012年7月17日、関西テレビ） - 村井つばさ 役
- 多摩南署たたき上げ刑事・近松丙吉10（2012年8月15日、テレビ東京） - 安部絵里子 役
- デパート仕掛け人!天王寺珠美の殺人推理5（2012年8月25日、テレビ朝日） - 竹内真弓 役
- 釣り刑事3 （2012年8月27日、TBS） - 湯島まどか 役
- 山村美紗サスペンス 狩矢父娘シリーズ14（2012年10月6日、テレビ朝日） - 松原みゆき 役
- 大奥〜誕生［有功・家光篇］ 第4話（2012年11月2日） - お栄 役
- レジデント〜5人の研修医 第8話（2012年12月6日、TBS） - 新井美帆子 役
- ラストホープ 第3話（2013年1月29日、フジテレビ） - 三沢碧 役
- お助け屋☆陣八 第6話（2013年2月14日、読売テレビ） - 水上栄子 役
- レディ・ジョーカー 第4話（2013年3月24日、WOWOW） - 榎本和子 役
- 確証〜警視庁捜査3課 第1・2話（2013年4月15日・22日、TBS） - 六郷美由紀 役
- TAKE FIVE〜俺たちは愛を盗めるか〜 第1話（2013年4月19日、TBS） - 井森久恵 役
- お天気お姉さん 第4話（2013年5月3日、テレビ朝日） - 佐藤美枝 役
- たべものがたり 彼女のこんだて帖 第4 - 6話（2013年4月、NHK BSプレミアム） - 葉山ちかげ 役
- 遺留捜査 第3シリーズ 第5話（2013年5月15日、テレビ朝日） - 峰岸百合子 役
- 町医者ジャンボ!!（2013年7月4日 - 9月26日、読売テレビ） - 長尾千種 役
- 半沢直樹（TBS）
  - 第1シリーズ 第4・5話（2013年8月4日・11日） ※第5話は声のみ
  - 第2シリーズ 第7話（2020年8月30日）
- 激流〜私を憶えていますか?〜 第7話（2013年8月6日、NHK総合） - 佐伯茉莉 役
- ほんとにあった怖い話（フジテレビ）
  - 夏の特別編2013「Xホスピタル」（2013年8月17日、フジテレビ） - 長尾杏子 役
  - 夏の特別編2018「果てからの念波」（2018年8月18日、フジテレビ）
- 金田一耕助VS明智小五郎 - 明智文代 役
  - 金田一耕助VS明智小五郎（2013年9月23日、フジテレビ）
  - 金田一耕助VS明智小五郎ふたたび（2014年9月29日、フジテレビ）
- 刑事のまなざし（2013年10月7日 - 12月16日、TBS） - 夏目美奈代 役
- 実録ドラマスペシャル「ねじれた絆 赤ちゃん取り違え事件 42年の真実」（2013年10月11日、フジテレビ） - 織田芙美子 役
- 森村誠一サスペンス（フジテレビ）
  - 孤独の密葬～翻訳家の殺人推理～（2013年11月1日） - 野村さつき 役
  - 海の斜光（2014年11月7日） - 椎葉有紀 役
- 実験刑事トトリ2 最終話（2013年11月16日、NHK総合） - 田中香織 役
- こうのとりのゆりかご〜「赤ちゃんポスト」の6年間と救われた92の命の未来〜（2013年11月25日、TBS） - 保の母 役
- 天誅〜闇の仕置人〜 第7・最終話（2014年3月7日・14日、フジテレビ） - 文子 役
- ホワイト・ラボ〜警視庁特別科学捜査班〜 第5話（2014年5月12日、TBS） - 華村由紀子 役
- HERO 第2シリーズ（2014年7月14日 - 9月22日、フジテレビ） - 馬場礼子 役
  - HEROスピンオフドラマ「HORE」 第三夜・第四夜（2014年8月25日・9月15日、フジテレビ）[151]
- おやじの背中 最終話「北別府さん、どうぞ」（2014年9月14日、TBS） - 北別府の元妻 役
- 昨夜のカレー、明日のパン（2014年10月5日 - 11月16日、NHK BSプレミアム） - 小川里子 役
- 素敵な選TAXI 第5話・第8話（2014年11月11日・12月2日、関西テレビ） - 篠崎美佐子 役
- ウロボロス〜この愛こそ、正義。（2015年1月16日 - 3月20日、TBS） - 橘都美子 役
  - 副音声放送「ウラバラス」8話（2015年3月6日、TBS）[152]
- 木曜時代劇「風の峠〜銀漢の賦〜」（2015年1月15日 - 2月19日、NHK総合） - たつ 役
- ドS刑事（2015年4月11日 - 6月20日、日本テレビ） - 白金不二子 役
- 3つの街の物語（2015年6月7日、TBS） - 五十嵐里美 役[153][154]
- 恋仲（2015年7月20日 - 9月14日、フジテレビ） - 丹羽万里子 役[155]
- アンフェア the special ダブル・ミーニング - 連鎖 （2015年9月15日、関西テレビ） - 橘鏡香 役
- あの日見た花の名前を僕達はまだ知らない。（2015年9月21日、フジテレビ） - 本間洋子 役[156][157]
- コウノドリ（TBS） - 小松留美子 役
  - 第1シリーズ（2015年10月16日 - 12月18日）[158]
  - 第2シリーズ（2017年10月13日 - 12月22日）
- ナオミとカナコ（2016年1月14日 - 3月17日、フジテレビ） - 服部陽子 役[159][160]
- コールドケース 〜真実の扉〜（WOWOW） - 主演・石川百合 役[49]
  - コールドケース 〜真実の扉〜（2016年10月22日 - 12月24日）
  - コールドケース2 〜真実の扉〜（2018年10月13日 - 12月15日）
  - コールドケース3 〜真実の扉〜（2020年12月5日 - 2021年2月13日）
- メディカルチーム レディ・ダ・ヴィンチの診断（2016年10月11日 - 12月13日、関西テレビ） - 主演・橘志帆 役[161]
- 破獄（2017年4月12日、テレビ東京） - 浦田美代子 役 / ナレーション[162]
- 小さな巨人 第2話（2017年4月23日、TBS） - 池沢菜穂 役[163]
- バイプレイヤーズ（テレビ東京） - 吉田羊（本人） 役
  - バイプレイヤーズ 〜もしも名脇役がテレ東朝ドラで無人島生活したら〜  第1・3・最終話（2018年2月7日・2月21日・3月7日、テレビ東京）- 花崎礼子 / 礼子の精霊 役（劇中劇『しまっこさん』）[164]
  - バイプレイヤーズ 〜名脇役の森の100日間〜 第8話（2021年2月27日、テレビ東京）[165]
- 黒井戸殺し（2018年4月14日、フジテレビ） - 唐津佐奈子 役[166]
- 中学聖日記（2018年10月9日 - 12月18日 、TBS） - 原口律 役[167]
- BRIDGE はじまりは1995.1.17神戸（2019年1月15日、関西テレビ） - 高倉奈々 役[168]
- 世にも奇妙な物語 '19雨の特別編「しらず森」（2019年6月8日、フジテレビ） - 主演・長田遥子 役
- 凪のお暇（2019年7月19日 - 9月20日、TBS） - 白石みすず 役
- まだ結婚できない男（2019年10月8日 - 12月10日、フジテレビ） - 吉山まどか 役[169]
- 2020年 五月の恋 特別版（2020年6月2日 - 5日、WOWOW） - 主演・ユキコ 役[注 5]
- 恋する母たち（2020年10月23日 - 12月18日、TBS） - 林優子 役[170]
- 宮城発地域ドラマ「ペペロンチーノ」（2021年3月6日、NHK BSプレミアム） - 小野寺灯里 役[171]
- 松尾スズキと30分の女優「吉田羊の乱」（2021年3月、WOWOWプライム）
- がんばれ!TEAM NACS 第1話・第7話（2021年6月20日・8月1日、WOWOW） - 女帝デロリアン 役[172]
- 生きるとか死ぬとか父親とか（2021年4月10日 - 6月26日、テレビ東京） - 主演・蒲原トキコ 役
- きれいのくに（2021年4月12日 - 5月31日、NHK総合） - 主演・橋本恵理 役
- 妻、小学生になる。（2022年1月21日 - 3月25日、TBS） - 白石千嘉 役[173]
- ラストマン-全盲の捜査官-（2023年4月23日 - 6月25日、TBS） - 佐久良円花 役[174][175]
- 最高の教師 1年後、私は生徒に■された 第4・6 - 9話（2023年8月5日・8月19日 - 9月16日、日本テレビ） - 鵜久森美雪 役[176]
- にんげんこわい2 第1話「紙入れ」（2023年8月11日、WOWOW） - 主演・おかみさん 役[177]
- OZU 〜小津安二郎が描いた物語〜 第4話「淑女と髯」（2023年12月3日、WOWOW） - 奈美江 役[178]
- 侵入者たちの晩餐（2024年1月3日、日本テレビ） - 江藤香奈恵 役[179]
- 不適切にもほどがある!（2024年1月26日 - 3月29日、TBS） - 向坂サカエ 役[180][181]
  - 不適切にもほどがある! スペシャル（2026年春〈予定〉、TBS）[182]
- 心はロンリー気持ちは「…」FINAL（2024年4月27日、フジテレビ） - 寺沢早紀 役[183]
- 終りに見た街（2024年9月21日、テレビ朝日） - 田宮ひかり 役[184]

### 配信ドラマ
- 検察官・星川梨沙子 最大の危機（2009年11月19日、ドラマ『傍聴マニア09〜裁判長!ここは懲役4年でどうすか〜』公式サイト） - 主演・星川梨沙子 役
- 田中圭24時間テレビ「くちびるWANTED」（2018年12月15日 - 12月16日、AbemaSPECIAL2） - 田中圭のマネージャー 役[185][186]
- まだ結婚できない男 チェインストーリー～桑野さんの知らない話～ 第1.5話（2019年10月8日、GYAO!） - 吉山まどか 役
- 2020年 五月の恋（2020年5月28日 - 31日、YouTubeWOWOWオフィシャルチャンネル / WOWOWメンバーズオンデマンド） - 主演・ユキコ 役[注 5]
- 恋する男たち 第2話（2020年10月30日、Paravi） - 林優子 役
- それ忘れてくださいって言いましたけど。（2022年4月23日 - 6月11日、Paravi） - ヨウコ 役[187]
- 仮面ライダーBLACK SUN（2022年10月28日、Amazon Prime Video） - 大神官ビシュム 役[188]
- 恋愛バトルロワイヤル（2024年8月29日、Netflix） - 有沢千尋 役[189]

### 映画
吉田羊右子名義
- 富江（1999年3月6日、及川中監督、大映） - 洞口依子の吹き替え[190]

吉田羊名義
- Rentan（中嶋昇監督）
- 桜の代紋 血の報酬（2005年11月11日、片岡修二監督、クリエイト21）
- REAL SONG（2005年12月10日、中嶋昇監督、インタースコープ） - 沢井夏樹 役
- デコトラの鷲 其の四 愛と涙の男鹿半島（2007年4月21日、香月秀之監督、エム・エフボックス）
- 20世紀少年 <第2章> 最後の希望（2009年1月31日、堤幸彦監督、東宝） - オッチョの元妻 役
- なくもんか（2009年11月14日、水田伸生監督、東宝）
- ヒーローショー（2010年5月29日、井筒和幸監督、角川映画） - 太陽ローン受付嬢・中田 役
- 前橋ヴィジュアル系（2011年3月12日、大鶴義丹監督、ケイダッシュステージ / リンクライツ） - 美佐 役
- 八日目の蝉 （2011年4月29日、成島出監督、松竹） - 女性刑事 役
- うさぎドロップ （2011年8月20日、SABU監督、ショウゲート） - 佐々木春子 役
- ツレがうつになりまして。（2011年10月8日、佐々部清監督、東映） - 市毛加奈子 役
- ガール（2012年5月26日、深川栄洋監督、東宝） - 千恵 役
- ふがいない僕は空を見た（2012年11月17日、タナダユキ監督、東京テアトル） - 西村あや 役
- 草原の椅子（2013年2月23日、成島出監督、東映） - 保育士 役
- 中学生円山（2013年5月18日、宮藤官九郎監督、東映） - アナウンサー 役
- 体脂肪計タニタの社員食堂（2013年5月25日、李闘士男監督、角川映画） - 丸山の元妻 役
- 江ノ島プリズム（2013年8月10日、吉田康弘監督、ビデオプランニング）
- そして父になる（2013年9月28日、是枝裕和監督、ギャガ） - 良多が勤務する会社の社員 役
- 赤々煉恋（2013年12月21日、小中和哉監督、アイエス・フィールド） - 現在のミドリ 役
- 六月燈の三姉妹（2013年11月9日先行公開、2014年5月31日全国公開、佐々部清監督、ピーズインターナショナル） - 中薗静江 役
- 恋とオンチの方程式（2014年2月14日、香西志帆監督、ティ・ジョイ） - 十河夏子 役
- 魔女の宅急便（2014年3月1日、清水崇監督、東映） - すみれ 役
- 幕末高校生（2014年7月26日、李闘士男監督、東映） - 民子 役
- 映画 ビリギャル（2015年5月1日、土井裕泰監督、東宝） - 工藤あかり 役
- 脳内ポイズンベリー（2015年5月9日、佐藤祐市監督、東宝） - 池田 役
- 愛を積むひと（2015年6月20日、朝原雄三監督、松竹） - 上田美智子 役
- アリのままでいたい（2015年7月11日、鴨下潔監督、東映） - ナレーション[191]
- HERO（2015年7月18日、鈴木雅之監督、東宝） - 馬場礼子 役
- 嫌な女（2016年6月25日、黒木瞳監督、松竹） - 主演・石田徹子 役[注 3][192]
- SCOOP!（2016年10月1日、大根仁監督、東宝） - 横川定子 役[193]
- グッドモーニングショー（2016年10月8日、君塚良一監督、東宝） - 澄田明美 役[194]
- ボクの妻と結婚してください。（2016年11月5日、三宅喜重監督、東宝） - 三村彩子 役[195]
- ラブ×ドック（2018年5月11日、鈴木おさむ監督、アスミック・エース） - 主演・郷田飛鳥 役[53]
- 恋は雨上がりのように（2018年5月25日、永井聡監督、東宝） - 橘ともよ 役[196]
- コーヒーが冷めないうちに（2018年9月21日、塚原あゆ子監督、東宝） - 平井八絵子 役[197]
- ハナレイ・ベイ（2018年10月19日、松永大司監督、HIGH BROW CINEMA） - 主演・サチ 役[198]
- 母さんがどんなに僕を嫌いでも（2018年11月16日、御法川修監督、REGENTS） - 歌川光子 役[199]
- 七つの会議（2019年2月1日、福澤克雄監督、東宝） - 淑子 役[200]
- 記憶にございません!（2019年9月13日、三谷幸喜監督、東宝） - 山西あかね 役
- バイプレイヤーズ 〜もしも100人の名脇役が映画を作ったら〜（2021年4月9日、松居大悟監督、東宝） - 吉田羊（本人）役[201]
- 沈黙のパレード（2022年9月16日、西谷弘監督、東宝） - 宮沢麻耶 役[202]
- マイ・ブロークン・マリコ（2022年9月30日、タナダユキ監督、ハピネットファントム・スタジオ / KADOKAWA） - タムラキョウコ 役[203]
- 映画 イチケイのカラス（2023年1月13日、田中亮監督、東宝） - 小早川悦子 役[204]
- Winny（2023年3月10日、松本優作監督、KDDI、ナカチカ） - 金子勇の姉 役[205]
- 春の画 SHUNGA（2023年11月24日、平田潤子監督、カルチュア・パブリッシャーズ） - 朗読[206]
- ハピネス（2024年5月17日、篠原哲雄監督、バンダイナムコフィルムワークス） 山岸莉与 役[207]
- 遠い山なみの光（2025年9月5日公開予定、石川慶監督、ギャガ） - 1980年代の悦子 役[208]
- 映画ラストマン -FIRST LOVE-（2025年12月公開予定、平野俊一監督、松竹） - 佐久良円花 役[209]

### 短編映画
- 美人の多い料理店（2013年、NHK / NHKエンタープライズ） - 銀座のママ 役[210][211][212]

### 配信映画
- クレイジークルーズ（2023年11月16日、瀧悠輔監督、Netflix） - 矢淵初美 役[213][214][215]

### 吹き替え

#### ドラマ
- BULL / ブル2 法廷を操る男 第4話（2018年9月22日、WOWOW）- アマヤ 役[216][217]

#### 映画（吹き替え）
- 空海-KU-KAI- 美しき王妃の謎（2018年2月24日、東宝） - 楊貴妃 役（チャン・ロンロン）[218]
- パディントン 消えた黄金郷の秘密（2025年5月9日、キノフィルムズ） - 老グマホーム院長 / クラリッサ 役（オリヴィア・コールマン）[219]

#### アニメ
- アナと雪の女王2（2019年11月22日、ウォルト・ディズニー・ジャパン） - イドゥナ 役[220]

### 劇場アニメ
- 心が叫びたがってるんだ。（2015年9月19日、アニプレックス） - 成瀬泉 役 [40]

### テレビアニメ
- 紙兎ロペ 「怖い絵展」編（2017年10月13日、フジテレビ） - ヒツジ 役[注 7][221]

### モーションアクター
- ファイナルファンタジーX（2001年7月19日、PS2） - ルールー 役
- ファイナルファンタジーX-2（2003年3月13日、PS2） - パイン 役

### 舞台

#### 演劇プロデュース東京スウィカ公演
- サーカスの唄（2001年10月、ザムザ阿佐谷） - 主演
- カナリア放送局（2002年6月、ザムザ阿佐ヶ谷） - 主演
- 花の町マーチ（2003年4月、新宿シアターモリエール） - 主演
- 夕焼けの丘写真館（2004年2月、新宿シアターモリエール)
- ひねもすの煙（2005年1月、新宿シアターモリエール） - 主演
- サーカスの唄2005（2005年6月、「劇」小劇場） - 主演
- 皐月の天〜サツキノソラ〜（2006年4月、「劇」小劇場）
- 東風コチ 夕立 土用波（2007年6月、赤坂RED/THEATER） - 主演

#### その他の公演
- エンジェル・ゲイト「サトウヨウコR」（1997年、「劇」小劇場） - 主演
- エンジェル・ゲイト「こんな雨の夜だった」（1998年、「劇」小劇場）
- エンジェル・ゲイト「四谷でおこったこと〜東海道四谷怪談」（1999年、「劇」小劇場） - 主演
- エンジェル・ゲイト「男と女」（「劇」小劇場）
- エンジェル・ゲイト「サラメチカ メチカブラ」（2001年、「劇」小劇場） - 主演
- 桜会「死へ」（新宿スペース107)
- Renness Produce「花が咲いたら」（テルプシコール）
- 演劇工房N.S.P Produce「サラエヴォのゴドー」（2000年1月、高円寺明石スタジオ）
- タイプス「12人の浮かれる男と女」（2001年4月、萬劇場） - 陪審員8号 役
- タイプス「バンク・バン・レッスン」（2001年7月、OFF・OFFシアター） - 銀行員3 役
- セメント金魚「世にも憂鬱なタイタニック」（2002年2月、麻布die pratze）
- 岡部企画「嗚呼、冒険王」（2002年11月 - 12月、紀伊國屋サザンシアター） - 津山リツ 役
- Reckin'Boll Theater「フレア」（2003年、ウエストエンドスタジオ）
- 絶対王様「恐怖動物汁〜本当の恐怖は真実を知ることか〜」（2003年7月、紀伊國屋ホール、作・演出：笹木彰人）
- 絶対王様「やわらかい脚立〜あなた、存在する意味がありませんよ〜」（2005年3月、紀伊國屋サザンシアター、作・演出：笹木彰人）
- 酒坊ちゃん（2003年12月、作・演出：中島淳彦）
- 劇団不消者「あした待たるるその雲を」（2004年5月19日 - 5月23日、「劇」小劇場)
- 道学先生「酒坊っちゃん〜走れば小銭の音〜」（2004年11月 - 12月、THEATER/TOPS、作：中島淳彦、演出：郷田ほづみ）
  - 道学先生「酒坊っちゃん〜走れば小銭の音〜」 <再演>（2006年1月24日 - 1月29日、東京芸術劇場少ホール1、作：中島淳彦、演出：青山勝）
- TRASHMASTERS「TRASHMASTERSIZM」（2005年9月、タイニイアリス、作・演出：中津留章仁）
- TRASHMASTERS「TRASHMASTERSOUL」（2007年1月、下北沢駅前劇場、作・演出：中津留章仁）
- 殿のちょんまげを切る女（2007年2月1日 - 2月25日、新橋演舞場、演出：ラサール石井）
- とんでもない女（2007年4月21日 - 4月29日、ベニサン・ピット、作・演出：中津留章仁）
  - とんでもない女 <再演>（2009年7月16日 - 7月20日、シアターΧほか、作・演出：中津留章仁）
- 寝坊な豆腐屋（2007年10月2日 - 10月26日、新橋演舞場、演出：栗山民也） - 本田真由美 役
- 東京サンシャインボーイズ「returns」（2009年3月18日 - 3月28日、THEATER/TOPS、作・演出：三谷幸喜）
- パルコ・プロデュース「国民の映画」（2011年3月6日 - 4月3日、PARCO劇場、作・演出：三谷幸喜） - エルザ・フェーゼンマイヤー 役
  - 国民の映画<再演>（2014年2月8日 - 3月9日、PARCO劇場、作・演出：三谷幸喜） - マグダ・ゲッベルス 役
- スジナシBLITZシアター Vol.2（2015年9月2日、赤坂BLITZ）[222]
- シス・カンパニー「エノケソ一代記」（2016年11月27日 - 12月26日、世田谷パブリックシアター、作・演出：三谷幸喜） - エノケソの妻・希代子 役[223]
- シス・カンパニー「子供の事情」（2017年7月8日 - 8月6日、新国立劇場中劇場、作・演出：三谷幸喜）
- シス・カンパニー「恋のヴェネチア狂騒曲」（2019年7月5日 - 28日、新国立劇場中劇場、作・演出：福田雄一）
- シス・カンパニー「風博士」（2019年11月30日 - 12月28日、世田谷パブリックシアター / 2020年1月8日 - 13日、森ノ宮ピロティホール、作：北村想、演出・寺十吾）
- 12人の優しい日本人を読む会「12人の優しい日本人」（2020年5月6日、YouTube Live生配信、作：三谷幸喜、演出：冨坂友）
- PARCO PRODUCE 2021「ジュリアス・シーザー」（2021年10月10日 - 31日、東京：PARCO劇場 / 11月3日、大阪：森ノ宮ピロティホール / 11月7日、山形：やまぎん県民ホール 大ホール / 11月14日、福島：いわき芸術文化交流館アリオス 大ホール / 11月17日、宮城：仙台銀行ホール イズミティ21 大ホール / 11月20日 - 21日、富山：富山県民会館ホール / 11月27日 - 28日、愛知：東海市芸術劇場大ホール、作：ウィリアム・シェイクスピア、訳：福田恆存、演出：森新太郎） - 主演・ブルータス 役[224]。
- シス・カンパニー「ザ・ウェルキン」（2022年7月7日 - 31日、Bunkamura シアターコクーン / 2022年8月3日 - 7日、森ノ宮ピロティホール、作：ルーシー・カークウッド、演出：加藤拓也） - 主演・エリザベス 役[注 8][225]
- COCOON PRODUCTION 2022「ツダマンの世界」（2022年11月23日 - 12月18日、シアターコクーン / 2022年12月23日 - 29日、ロームシアター京都、作・演出：松尾スズキ） - 万治の妻・津田数 / 万治の継母・オケイ 役 ほか[226]
- PARCO PRODUCE 2024「ハムレットQ1」（2024年5月11日 - 6月2日、東京：PARCO劇場 / 6月8日・9日、大阪：森ノ宮ピロティホール / 6月15日・16日、愛知：東海市芸術劇場 大ホール / 6月22日・23日、福岡：久留米シティプラザ ザ・グランドホール、作：ウィリアム・シェイクスピア、訳：松岡和子、演出：森新太郎） - 主演・ハムレット 役[227]
- PARCO PRODUCE 2025 東京サンシャインボーイズ復活公演「蒙古が襲来 Mongolia is coming」（2025年2月9日 - 3月2日、東京：PARCO劇場 / 3月、岡山・京都・松本・仙台 / 4月、札幌・大阪・豊橋・福岡 / 5月、那覇） - おばば 役[228][229]

### ラジオ
レギュラー・メイン出演
- 吉田羊の歌のバックストリート（2007年10月 - 、ニッポン放送）
  - 『笑福亭鶴光のサンデー○○リクエスト』内のコーナーを担当。
- 吉田羊のミュージック・ファーム（2008年3月31日 - 2009年3月29日、ニッポン放送）
  - 『東貴博の電話でGO!GO!』内の箱番組のパーソナリティ。
- トッキーとヒトトキ（2021年5月29日、TBSラジオ）
  - テレビ東京のドラマ「生きるとか死ぬとか父親とか」で、蒲原トキコ（吉田羊）がパーソナリティーを務めるTBXラジオの番組を、リアルなラジオ番組として放送。
  - パートナーは東七海（田中みな実）、ゲストは原作者のジェーン・スー[230]。

### ラジオドラマ
- From MONEYKit ポッドキャスティング「アキヒロ＆トモミの耳からはじめるマイホーム入門」（ソニー銀行、2006年12月12日 - 2017年8月）

### ドキュメンタリー番組
レギュラー・メイン出演
- にっぽん原風景紀行「秋田県由利本荘市」編・「秋田県にかほ市上郷」編（2013年2月1日・8日、BSジャパン） - 旅人[240]
- 恋する雑貨 小樽のガラス小物（2013年3月25日、NHK BSプレミアム） - 旅人（ナビゲーター）[241]
- SWITCHインタビュー 達人達（2013年4月6日 - 2019年3月23日、NHK Eテレ） - レギュラーナレーション
- 女優 吉田羊が行く ドイツ シュヴァーベン温泉街道（2016年9月1日、NHK BSプレミアム） - ナビゲーター[242]
- 吉田羊、プラハ・ウィーンへ…ヨーロッパに嫁いだ なでしこ物語（2019年2月3日、読売テレビ制作、日本テレビ系列） - ナビゲーター[243]
- 新・地球絶景紀行（2019年10月16日 - 2020年9月30日、BS-TBS） - レギュラー旅人（ナレーター）
  - 新・地球絶景紀行フランススペシャル 吉田羊が旅する愛のパリ夢のカンヌ（2021年1月3日、BS-TBS） - 旅人（ナビゲーター）[244]

### バラエティ番組
レギュラー・準レギュラー出演
- オモクリ監督 〜O-Creator's TV show〜（2014年10月26日 - 2015年9月13日、フジテレビ） - 進行
- ぴったんこカン・カン（2015年5月1日 - 2021年9月17日、TBS）
  - 「吉田羊の酒場放浪記」など、ロケ企画に不定期出演。2021年の番組終了までに17回出演した[253]。
- 天才!志村どうぶつ園（2015年5月16日 - 2016年5月7日、日本テレビ）
  - 志村どうぶつ園ファミリー」として不定期出演。
- LIFE!〜人生に捧げるコント〜（2016年4月7日 - 、NHK総合）
  - series-4にレギュラー出演。series-5には1度出演[254]。

### 特別番組
- FNS27時間テレビ スペシャルドラマ「俺たちに明日はある」（2014年7月26日、フジテレビ）
- FNSオールスター秋の祭典（2019年10月3日、フジテレビ）[271]
- 吉田羊「メグルヒツジ」ウタウ前に話すこと（2022年9月2日、WOWOW）
  - 初コンサート「吉田羊Night Spectacles The Parallel～ウタウヒツジ～25th Anniversary Special」に先立って放送された、ラジオ形式のロングインタビュー番組[272]。
- ふたりっきり旅 ゴールデンSP（2022年10月26日、テレビ朝日）[273]
- 豪華俳優陣が日本縦断 超!!弾丸グルメツアー（2023年4月21日、TBS）[274]
- リクエストラベル 大泉洋が“あなただけの北の旅”ツアコンしちゃいます（2023年9月22日、NHK北海道 / 10月9日、NHK総合） - ナレーション[275]
- 水バラ「なぁんで昼メシ食いに行くのにこんな時間かけて行くのかなぁ。」（2023年9月27日、テレビ東京）[276]
- 博多祇園山笠追い山笠中継走れ!山笠（2025年7月15日、九州朝日放送）- ゲスト [277]

### 情報番組
- ぐるっと関西おひるまえ（2012年12月1日、NHK大阪）[278]
- スタジオパークからこんにちは（NHK総合）
  - 2012年12月3日[279]
  - 2016年8月31日
- あさイチ（NHK総合）
  - 「ことしはひつじ年！ ”羊をめぐるアドベンチャー”」（2015年1月15日）[280]
  - 「マイ包丁 アップデート術」（2018年4月11日）[281]
  - プレミアムトーク（2018年10月12日）[282]
  - プレミアムトーク（2024年3月8日）[283]
- 白熱ライブ ビビット 密着ビビット（2015年12月14日、TBS）
- ごごナマ おしゃべり日和（2017年10月10日、NHK総合）[284]
- THE TIME,（TBS）
  - 朝活RUN（2021年10月1日） - 初回 朝活ランナー
  - エンタメ,TODAY（2022年9月28日） - コンサート「ウタウヒツジ」の密着
  - TIMEマーケティング部『今、輝く「注目の人」』 前編・後編（2024年2月15日・16日）
- ポップUP! スターニュース速報（2022年6月22日、フジテレビ）

### 音楽番組
- うれしたのし大好き（フジテレビ）
  - うれしたのし大好き2015〜ドリカムへの挑戦状〜（2015年7月10日）
  - うれしたのし大好き2016（2016年7月22日）
- 魁!音楽の時間（2015年8月16日、フジテレビ） - 椎名林檎へのインタビュアー[285]
- 日本有線大賞（TBSテレビ）
  - 第48回日本有線大賞（2015年12月14日、TBS） - MC[286]
  - 第50回日本有線大賞（2017年12月4日、TBS） - MC[287]
- うたコン「美空ひばり生誕80年 時代を彩った名曲集」（2017年5月30日、NHK総合） - 美空ひばりの母 役（番組内ドラマ『"美空ひばり"誕生物語』）
- Love music（2017年10月16日、フジテレビ） - DREAMS COME TRUEへのコメントゲスト[288]
- 日本レコード大賞（TBSテレビ・ラジオ）
  - 第60回輝く!日本レコード大賞（2018年12月30日） - アルバム「I」で企画賞を受賞したJUJUとともに「かわいそうだよね（with HITSUJI）」を歌唱[289]。
  - 第61回輝く!日本レコード大賞（2019年12月30日） -  「特別企画～平成に惜しまれつつも亡くなった方々の名曲歌唱～」にて鈴木梨央とともにZARDの「揺れる想い」を歌唱[290]。

### 教育番組
- 天才てれびくんMAXプレゼンツ ABUアジア子どもドラマシリーズ「図書館 In The Library」（2009年7月27日、NHK教育）
- NHK高校講座 ベーシック10（NHK教育） - 吉田刑事 役
  - シーズン2（2010年4月）
  - シーズン3（2011年4月5日他）
- 昔話法廷 第10話「『赤ずきん』裁判」（2018年8月14日、NHK Eテレ） - 本多美咲 役
- おはなしのくに 第9回（2018年度）「したきりすずめ」（2018年9月10日、NHK Eテレ） - 語り[291]
- ワルイコあつまれ 第60回「慎吾ママの部屋」（2023年9月3日、NHK Eテレ） - 楊貴妃 役[292]

### 料理番組
- 平野レミの早わざレシピ （NHK総合） - お母さん 役（ゲストアシスタント）
  - ぽかぽか家族に福きたる！ 平野レミの早わざレシピ 第5弾（2018年1月8日）
  - もてなし家族に福きたる！ 平野レミの早わざレシピ 第6弾（2018年7月16日）
  - パワフル家族に福きたる！ 平野レミの早わざレシピ 第7弾（2019年1月14日）

### 企画ネット番組（テレビ）
- 「BLUEでカンパイ!」（2018年4月 - 、宮崎放送 / 2019年4月 - 、RKB毎日放送 / 2019年10月 - 、熊本放送） - タイトルコール / スポンサーの提供読み[293][294][295]

## 広告

### CM
- NTT福島
- みずほフィナンシャルグループ
- 九州旅客鉄道[103]　共/原田知世
- エイチ・アイ・エス
- 日清製油
- 山梨信用組合
- 小林製薬 間宮アロエ軟膏（2006年 - 2011年）[296][297]
- カプコン 逆転裁判4（2007年 - ）
- ソニー損保（2007年 - ）
- サニクリーン レンジフードフィルター「合唱」篇（2008年 - 2013年）[298]
- 旭化成ホームプロダクツ サランラップ「更なる秘密」篇（2012年 - 2013年）[299]　共/岡田准一（V6）
- 西條合資会社 極肌化粧品「酒蔵」篇[300]
- P&Gジャパン アリエール
  - 2012年[301]　共/岩田翔吉
  - 2013年　共/林家三平
- 豆腐の盛田屋 豆乳よーぐるとぱっく 玉の輿（2013年 - ）[302]

### スチール・広告
- 大和ハウス工業 xevo（ジーヴォ）（2007年12月31日 - 2008年1月6日）[425]
- ロッテ 「VALENTINE LOTTE」キャンペーングラフィック（2019年1月31日 - ）[426]

### アンバサダー
- 宝島社『GLOW』・朝日新聞社 「Aging Gracefully プロジェクト]（2018年4月 - ）[427]
- ENEOS「東京2020オリンピック聖火リレーを応援しよう！ENEOS応援団」（2020年1月10日 - ）[428]

## イベント

### 主催イベント
- 『マトウヒツジ』（2023年9月30日・10月1日、CARATO71）
  - 吉田主催の初の着物イベント。トークショーのスペシャルゲストに松尾諭、峯村リエ[429][70]。
- 『マトウヒツジ in OSAKA』（2023年10月29日、枚方蔦屋書店）[430]

### 音声ガイド
- 開館記念展「ふたたび久留米から始まる。九州洋画」（2016年11月19日 - 2017年1月22日、久留米市美術館） - 音声ガイド[431][432]
- 「怖い絵」展（2017年7月22日 - 9月18日、兵庫県立美術館 / 2017年10月7日 - 12月17日、上野の森美術館） - ナビゲーター / 音声ガイド[433]
- 松尾スズキの芸術ぽぽぽい（2023年12月8日 - 15日、スパイラルホール） - 音声ガイド[434]

### トークショー
- Beauty Fes.2013 トークショー / 和装ショー（2013年12月8日、ドルフィンポート前広場）[435]
- 宝島社「GLOW 5th Anniversary Event～Dream comes true～」（2015年11月8日、渋谷ヒカリエ）[436][437]
- 宝島社「心地よい暮らしフェスタ2017」（2017年5月27日、二子玉川ライズ）[438]
- 宝島社「GLOWプレミアムサロン2018」（2018年11月11日、渋谷ヒカリエ）[439]

### 一日警察署長
- 大阪府警 南警察署 （2012年10月11日、大阪ミナミ）[440][441]
- 神奈川県警 加賀町警察署（2016年9月14日、横浜中華街）[442]
- 神奈川県警（2018年10月3日、横浜タカシマヤ前広場）[443]

### 始球式
- プロ野球交流戦「福岡ソフトバンクホークス 対 広島東洋カープ」戦（2015年6月12日、ヤフオクドーム）[444]
- プロ野球「福岡ソフトバンクホークス 対 横浜DeNAベイスターズ」戦（2016年6月8日、ヤフオクドーム）[445]
- プロ野球「オリックス・バファローズ 対 東北楽天ゴールデンイーグルス」戦（2017年4月1日、京セラドーム大阪）[446]

## 音楽活動

### 配信シングル
- 「colorful」（2022年9月9日）
  - 2020年の緊急事態宣言下に、WOWOWリモートドラマ『2020年 五月の恋』に登場するモトオとユキコからインスピレーションを受けて作詞。作曲はINIMI[621]。

### 楽曲参加
- JUJU「かわいそうだよね（with HITSUJI）」（2018年） - 「HITSUJI」名義でJUJUとデュエット[622]。
- 『アナと雪の女王2 』劇中歌日本語版（2019年、UWCD-1054）
  - 「魔法の川の子守唄（英題：All Is Found）」 - イドゥナ役として歌唱。
  - 「みせて、あなたを（英題：Show Yourself）」 - イドゥナ役としてエルサ役の松たか子とデュエット。
- 曽我部恵一「そして君と春を待つ -吉田羊さんといっしょに-」（2022年） - ドラマ「それ忘れてくださいって言いましたけど。」で音楽を担当した曽我部恵一と主題歌をデュエット[623]。

### タイアップ
| 年     | タイトル                     | タイアップ先                                            |
| ------ | ---------------------------- | ------------------------------------------------------- |
| 2015年 | 暑中お見舞い申し上げます     | ポカリスエットCMソング （鈴木梨央と歌唱）               |
| 2016年 | さよならなんて云えないよ     | ポカリスエットCMソング （鈴木梨央と歌唱）               |
| 2017年 | 愛して愛して愛しちゃったのよ | ポカリスエットCMソング （鈴木梨央と歌唱）               |
| 2019年 | 木枯しに抱かれて             | ポカリスエットCMソング （鈴木梨央と歌唱）               |
| 2019年 | 揺れる想い                   | ポカリスエットCMソング （鈴木梨央と歌唱）               |
| 2019年 | 優しいあの子                 | ポカリスエットCMソング （鈴木梨央と歌唱）               |
| 2020年 | 君に、胸キュン。             | ポカリスエットCMソング （鈴木梨央と歌唱）               |
| 2020年 | カントリー・ロード           | ポカリスエットCMソング （鈴木梨央・石崎ひゅーいと歌唱） |
| 2021年 | 常夏娘                       | ポカリスエットCMソング （鈴木梨央と歌唱）               |
| 2022年 | ひとつだけ                   | ポカリスエットCMソング （鈴木梨央・矢野顕子と歌唱）     |
| 2022年 | 瞳を閉じて                   | ポカリスエットCMソング （鈴木梨央と歌唱）               |
| 2022年 | サーフ天国、スキー天国       | ポカリスエットCMソング （鈴木梨央と歌唱）               |

### MV
- GENERATIONS from EXILE TRIBE「You & I」（2020年6月11日）[624]

### ライブ・コンサート
- 「-JUJU 15th ANNIVERSARY- JUJU TOUR 2018「I」ARENA追加公演」（2018年10月10日、日本武道館）
  - 特別ゲストとして「かわいそうだよね (with HITSUJI)」をJUJUとデュエット[625]。
- 「吉田羊Night Spectacles The Parallel～ウタウヒツジ～25th Anniversary Special」（2022年9月22日・23日、Billboard Live TOKYO）
  - WOWOWオリジナル企画である、俳優によるコンサート「NIGHT SPECTACLES」のシリーズ第1弾として、2022年にデビュー25周年を迎えた吉田が行った初のコンサート。
  - スペシャルゲストに大泉洋、VTR出演に矢作兼、中井貴一、三谷幸喜[626]。

## 書籍・作品

### エッセイ
- 『ヒツジメシ』（2022年12月1日発売、講談社）ISBN 978-4065288269
  - 雑誌「おとなの週末」での連載を元に書籍化したグルメエッセイ[627]。

### フォトエッセイ
- 『ヒツジヒツジ』（2023年7月7日発売、宝島社）ISBN 978-4299028723
  - アンティーク着物を愛する吉田の着物スタイルを紹介するフォトエッセイ。収録されている71体のコーディネートはすべて吉田自身によるもので、使用した着物や小物はほぼ私物[628]。

### 雑誌連載
- おとなの週末 「ヒツジメシ」（2015年1月号 - 、講談社） - 連載コラム

### WEB連載
- リンネル.jp「吉田羊さんの着物と12のアソビゴコロ」（2023年9月1日 - 、宝島社） [629]

### カレンダー
- 松竹カレンダー2017（2016年発売、松竹） - 2月担当

### コラボアイテム
- 宝島社「リンネル」・アパレルブランド「冷えとり靴下と絹の肌着 くらしきぬ」
  - 第1弾（2017年1月20日発売） - 冷えとりグッズ 全3アイテム
  - 第2弾（2017年12月20日発売） - 冷えとりグッズ 全2アイテム[630]
- 宝島社「リンネル」・アパレルブランド「nanadecor」（2017年12月20日発売） - オーガニックコットンインナー 全3アイテム[631]
- 宝島社「リンネル」・アパレルブランド「Veritecoeur」
  - 第1弾（2018年1月19日発売） - サスペンダーロングスカート
  - 第2弾（2019年3月・4月発売） - ワンピース、タートルネック、ギャザーパンツ、ハイソックスなど全6アイテム[632][633]

### 関連書籍
- 星野源「いのちの車窓から」（2017年3月30日発売、KADOKAWA ） / 文庫版（2022年1月21日発売、KADOKAWA）ISBN 978-4041026496
  - 星野源のエッセイ本。ドラマ『コウノドリ』で共演した吉田との交流が綴られている[634]。
- 服部みれい「冷えとりスタイルブック」（2019年10月29日発売、エムエム・ブックス）ISBN 978-4906817887
  - 発売時に冷えとり歴9年である吉田へのインタビューや、愛用している冷えとりアイテムが掲載されている。
- 石井佳苗「リンネル特別編集 Heima 私になれる住まいの選択」（2019年11月7日、宝島社）ISBN 978-4800299925
  - 表紙カバーを担当。”Cover Story 女優とインテリア。”としてインタビューも掲載。
- with編集部「わたしたちが27歳だったころ 悩んで、迷って、「わたし」になった25人からのエール」（2022年4月22日発売、講談社）ISBN 978-4065279991
  - さまざまな職業で活躍する25人の女性たちの「わたし」ヒストリーが綴られており、その一人が吉田[635]。
- ジェーン・スー「闘いの庭 咲く女 彼女がそこにいる理由」（2023年3月23日発売、文藝春秋）ISBN 978-4163916750
  - ジェーン・スーによるインタビューエッセイ。著名な13人の女性たちが歩んできた道が綴られており、その一人が吉田[636]。

### 雑誌掲載
以下のほか、多数。

### 新聞掲載
以下のほか、多数。